# Église Saintes-Puelles de Mas-Saintes-Puelles
L'église Saintes-Puelles de Mas-Saintes-Puelles est une église située en France sur la commune de Mas-Saintes-Puelles, dans le département de l'Aude en région Occitanie.
Le portail au Sud a été classé au titre des monuments historiques en 1908.

## Dédicace
L’église est dédiée à deux jeunes filles, dites les saintes « puelles » (puella signifie « jeune fille » en latin), qui ont enseveli le corps du martyr saint Sernin à Toulouse, ville où il avait été le premier évêque, au IIIe siècle. Les deux jeunes filles ont été pour cela chassées de la ville par l’autorité romaine, et se sont réfugiées dans le village.

## Localisation
L'église est située sur la commune de Mas-Saintes-Puelles, dans le département français de l'Aude.